# 虞舜 (台湾法学家)
虞舜（1912年—1998年），字和孚，台湾律师、法学家、报人。创办台湾《法令月刊》，是台湾现存最早连续不间断出版的法学刊物。浙江镇海人。

## 生平
民国元年（1912年），生于浙江镇海县，今并入宁波市属镇海区。早年赴上海求学。先后毕业于上海大夏大学（今华东师范大学）商学院会计系和上海法学院（今属华东政法大学）法学专业。毕业后留上海从业，先后任上海公共租界执业律师、会计师。
1949年，移居台湾，继续律师执业。先后任台湾省政府法律顾问、光复大陆设计委员会委员、考试院典试委员等政府职务。
曾任中华民国杂志事业协会理事长。曾任台北律师公会第二、三、九、十、十三届理事，第四、十一届监事，第十二届常务监事，第五、七届常务理事。曾任台北南區扶輪社創社社長，並於1978-79年度擔任國際扶輪345地區总监。
1998年4月11日，在台北去世。

## 《法令月刊》
1949年，在台北创立《法令月刊》，英文名作：The Law Monthly。是台湾最早创办的、不间断出版的法学刊物，对台湾法律意识传播、法理普及贡献卓著。虞舜创办此法学刊物初衷是：
| 鉴于政府方面标榜维护法统，厉行法治，以号召全国人民，然有关宣扬法令，探讨法学之刊物，颇感缺如，余既夙习法律，执行律务，志趣所在，义不容辞。 |

| 民國三十九年十月，舜鑒於國家前途，繫於民主政治之實踐，而民主政治，則以法治為基礎。爰本書生報國之忱，在臺創辦法令月刊。 |

虞舜营办此刊颇费心力，竟然逝世于主编任内。2007年元月，《法令月刊》审稿和印刷交付台湾世新大学法学院。
2018年9月，法令月刊宣布停刊。

## 家庭
- 长子虞彪，台湾著名律师，曾于2011年捐巨资一千萬元新台币予国立台湾大学「公共政策與法律研究中心」，李嗣涔校長出席接受捐赠[8]。